# Pyramidenschnecken
Pyramidula ist eine Gattung der Schnecken aus der Familie der Pyramidenschnecken (Pyramidulidae); die Familie gehört zur Unterordnung der Landlungenschnecken (Stylommatophora). Pyramidula ist die einzige Gattung und damit Typusgattung der Familie Pyramidenschnecken (Pyramidulidae).

## Merkmale
Die meist sehr kleinen, rechtsgewundenen Gehäuse sind (hoch-)konisch, gedrückt konisch bis fast scheibenförmig, mit stark abgestuften, meist mehr oder weniger stark gewölbten Umgängen. Diese Abstufung ergibt einen „pyramidenförmig“ Habitus. Sie messen ca. 2,5 bis 3 mm in der Höhe und ca. 2,5 bis 3 mm im Durchmesser. Die Gehäuse haben im Adultstadium 4 bis 5,5 Umgänge. Die Endwindung ist bei einer Art sogar etwas abgelöst, gewöhnlich ist die Endwindung jedoch nicht oder nur wenig aus der Windungsebene abgesenkt. Die Umgänge nehmen regelmäßig zu, bei manchen Arten lösen sich die Umgänge von den vorigen Umgängen ab. Die Peripherie kann gut gerundet oder auch etwas geschultert sein. Die rundliche bis eiförmige Mündung ist gegenüber der Windungsebene etwas abgeschrägt. Die Mündung ist einfach, ohne „Zähne“, mit scharfem, zerbrechlichem, meist nicht umgeschlagenem Mundsaum. Lediglich im Bereich des Nabels kann der Mundsaum bei manchen Arten etwas umgeschlagen sein. Der Nabel ist offen und mäßig bis sehr breit (im Verhältnis zur Gehäusebreit).
Die Teleoconche der Gehäuse sind meist rötlichbraun mit feinen Anwachsstreifen. Das Embryonalgehäuse (Protoconch) ist fast glatt.
Im männlichen Trakt des Geschlechtsapparates dringt der Samenleiter apikal in den langen Epiphallus ein, der etwas länger als der Penis ist. An der Eintrittsstelle ist der Samenleiter etwas angeschwollen. Etwa in der Mitte der Penislänge sitzt ein sackartiger Appendix. Der Penisretraktormuskel setzt etwa in der Mitte des Epiphallus an. Im weiblichen Teil ist der freie Eileiter relativ kurz, die Vagina im Verhältnis dau recht lang. Die Spermathek ist meist klein und länglich und sitzt auf einem kurzen Stiel. Die Eiweißdrüse ist groß und hornförmig.

## Geographische Verbreitung und Lebensraum
Das Verbreitungsgebiet erstreckt sich von Europa und Nordafrika, über Kleinasien, den Kaukasus, Zentralasien bis nach Ostasien und Japan. Wahrscheinlich kommen auch einige Arten auf dem indischen Subkontinent (einschließlich Sri Lanka) vor. Sie fehlt in Skandinavien.
Die Tiere leben auf trockenen, felsigen Standorten auf kalkreichen Felsen. Sie leben versteckt in den Felsritzen und -spalten und sind bei feuchtem Wetter aktiv. Sie ernähren sich von Flechten, die auf den Felsen wachsen.

## Lebensweise
Die Tiere sind soweit bekannt, ovovivipar. Die wenigen großen Eier werden bis zum Schlüpfen der Jungtiere in der Mantelhöhle zurückgehalten. Die Tiere schlüpfen als fertige Miniaturadulte aus der Mantelhöhle.

## Taxonomie
Pyramidula wurde von Leopold Fitzinger 1833 vorgeschlagen und fand allgemeine Anerkennung. Typusart ist Pyramidula rupestris durch Monotypie. Es ist die einzige Gattung der Familie Pyramidulidae Kennard & Woodward, 1914. In einer späteren Arbeit haben Kennard und Woodward ihre Familie wieder eingezogen und die Gattung Pyramidula zur Familie Pupillidae gestellt. Schileyko stellte die Pleurodiscidae Wenz, 1923 als Unterfamilie zur Familie Pyramidulidae; damit wären die Pyramidulidae nicht mehr monotypisch. Diesem Vorschlag sind andere Autoren aber nicht gefolgt. Pyramidula ist derzeit (2018) die einzige Gattung der Familie Pyramidulidae Kennard & Woodward, 1914.
- Pyramidulidae Kennard & Woodward, 1914
  - Pyramidula Fitzinger, 1833
    - Pyramidula cephalonica (Westerlund, 1898), Südosteuropa, Westürkei[6]
    - Pyramidula chorismenostoma (Westerlund & Blanc, 1879)[6]
    -  ?Pyramidula compacta Suter, 1900, Brasilien
    - Pyramidula conica Pilsbry & Hirase, 1902, Japan[7]
      - Pyramidula conica lakainguta Chung-Chi Hwang, 2015, Taiwan[8]

    - Pyramidula euomphalus (Blanford, 1861), Indien[7]
    - Pyramidula halyi (Jousseaume, 1894), Sri-Lanka[7]
    - Pyramidula humilis (Hutton, 1838), Indien[7]
    - Pyramidula jaenensis (Clessin, 1882), Südspanien
    - Pyramidula kuznetsovi Schileyko & Balashov, 2012, Nepal[9]
    - Pyramidula przevalskii Lindholm, 1922, Westchina[10]
    - Pyramidula pusilla Gittenberger & Bank, 1996[6]
    - Pyramidula rupestris (Draparnaud, 1801)[6]
    -  ?Pyramidula shantungensis Yen & Kühn, 1969, fossil[11]
    - Pyramidula umbilicata (Montagu, 1803)[6]

Die häufig in der älteren Literatur anzutreffende Art Pyramidula shimekii Pilsbry, 1890 wird heute zur Gattung Discus gestellt.